# Críticas ao neoliberalismo
Críticas ao neoliberalismo são todas as críticas quanto à eficácia dos métodos e teorias econômico-politicas do Neoliberalismo, vindas de acadêmicos da área econômica ou de movimentos políticos.

## Síntese
O Neoliberalismo, ou Liberalismo neoclássico, é um produto do liberalismo econômico clássico. O termo foi cunhado em 1938 no encontro de Colloque Walter Lippmann pelo sociólogo alemão e economista Alexander Rüstow. O termo se refere a uma redefinição do liberalismo clássico, influenciado pelas teorias econômicas neoclássicas. 
O termo Neoliberalismo é caracterizado por uma extensa diversidade de significados. Tais definições foram sendo alteradas com o passar do tempo, principalmente pela internacionalização de aplicação do conceito entre os mais diversos países do globo. O termo ganhou grande importância no início do século XX, principalmente com o surgimento das escolas econômicas europeias, onde destaca-se a escola de Friedrich Hayek, por exemplo. Tais escolas buscavam reviver conceitos do liberalismo econômico clássico na medida em que estes se quedaram em desuso e apreço pela população após a grande depressão de 1929, onde passa a se consolidar um modelo de controle estatal econômico, com fins a se evitar uma nova crise. Na questão da organização política, por exemplo, o neoliberalismo é cunhado como forma de remediação à visão Keynesiana de intervenção estatal na economia. A partir da década de 70, o termo começa a preponderar dentro do cenário internacional, fator este causado pela expansão da inflação e da estagnação econômica entre as mais diversas nações do mundo. Destaca-se como exemplo de aplicação das ideias neoliberais neste período, as reformas econômicas de Augusto Pinochet no Chile e o Thatcherismo na Grã Bretanha. 
Atualmente seus defensores são a favor de políticas de liberalização econômica extensas, como as privatizações, austeridade fiscal, desregulamentação, livre comércio e o corte de despesas governamentais a fim de reforçar o papel do setor privado na economia. 

## Críticas aos resultados obtidos

### Críticas comuns
Atualmente existem diversas críticas sobre o sistema neoliberal, porém, existem algumas críticas que são mais comuns que outras. Pode-se verificar a existência da redução dos investimentos sociais, isto acontece devido ao consenso de Washington que solicita a diminuição nestes investimentos para que haja mais verbas em causa de retorno rápido. Destaca-se também a crítica a redução do poderio das indústrias nacionais, onde indústrias médias e pequenas teriam muito menos chances, já que a competição favoreceria as grandes multinacionais. Além disso, percebe-se que o neoliberalismo gera a estagnação do desenvolvimento de países mais pobres pois seus respectivos comércios e indústrias nacionais não prosperariam e dependeriam cada vez mais de países donos de multinacionais vê-se elas sendo usadas por economistas como Chonsky.

### Da Escola de Chicago
Na visão neoliberal da Escola de Chicago, diferentemente da visão da Escola Austríaca bastaria estancar o déficit público, e colocar a inflação sob controle, para que o capitalismo, esse animal adormecido, despertasse por sua própria conta, e a mão invisível iniciasse um espetáculo de crescimento.
Os Chicago boys (apelido dado aos economistas chilenos que estudaram na Escola de Chicago) de general Augusto Pinochet, foram criticados por suas políticas neoliberais adotadas no governo do general.
Óscar Landerretche, professor da Universidade do Chile, falou sobre como as medidas neoliberais, adotadas nos anos 70 com o início da ditadura, foram revertidas uma década depois pelo mesmo governo, criando e “descriando” uma crise econômica. Segundo ele, após a ditadura: "Não havia seguro de saúde universal, seguro-desemprego, gratuidade no ensino superior, nem pilares solidários no sistema de previdência.” 
Outro aspecto evidente após a ditadura, foi o fato da desigualdade da distribuição de renda, que precisou ser combatido com a redemocratização, mas que pesquisadores ressaltam o crescimento do país após a ditadura. 
"Essas políticas neoliberais acabam resultando em concentração de renda. Apenas um grupo movimenta a economia, enquanto você precisa de estímulo às outras classes consumirem. Após a ditadura militar, os governos passam a criar uma série de políticas socioeconômicas para reduzir essa desigualdade social", afirmou Guerrero Rojas, mestre em Ciência Política pela Universidade Federal do Paraná.

### Thatcherismo
Termo dado as políticas conservadoras de Margaret Thatcher, primeira-ministra da Grã-Bretanha entre os anos de 1979-1990. Apelidada de líder da revolução liberal na década de 80, ela adotou medidas como o fechamento de programas sociais deficitários, diminuição do poder dos sindicatos trabalhistas, corte de impostos e gastos públicos, desregulamentação do setor bancário, privatização de estatais perdulárias, mas conseguiu resgatar a economia britânica da paralisia.
Com suas políticas, os bancos passaram a crescer rapidamente a partir das dívidas criadas em cima da população graças ao mercado imobiliário onde as pessoas passaram a alugar ao invés de comprar, aos preços que os bancos decidissem. 
A diminuição do sindicalismo e a mudança das fábricas para países de terceiro mundo, gerou um aumento na produtividade, mas não a dos salários. Alan Greenspan, presidente do Banco Central dos Estados Unidos (Fed), adotou o termo “trabalhador apavorado”, que se referia aos trabalhadores desesperados em perder o emprego por pedir um aumento.

### Da Escola Austríaca
Na visão da Escola Austríaca, há tanto uma corrente que defende a abolição do estado, o que é conhecido por anarco-capitalismo, onde se destaca o economista e filósofo Murray Rothbard, como correntes não anarquistas que defendem uma forte redução do estado incluindo até mesmo a própria abolição do Banco Central, visto como o grande responsável pelas crises do capitalismo, tal como a grande depressão. Nessa segunda corrente se destaca Ludwig von Mises. 
Entretanto, na história da economia mundial, apenas dois países experimentaram este tipo de espetáculo: a Inglaterra da Revolução Industrial e, no século XX, os Estados Unidos. Todos os outros países do mundo que se desenvolveram adotaram mecanismos derivados de composições e articulações entre classes capitalistas locais e internacionais, com a presença e intervenção do Estado, como ocorreu nos casos japonês, alemão e coreano.
Na política econômica brasileira atualmente adotada (2007), o superávit fiscal toma entre 8% e 10% do PIB das empresas produtivas, e das pessoas consumidoras, e os transfere para os possuidores de títulos da dívida pública; o fato é que a riqueza das pessoas físicas e jurídicas está aplicada em títulos públicos. Nós subtraímos da economia a demanda que impulsionaria o crescimento e os que recebem o pagamento de juros, que são pagos com os impostos que todos clamam ser altos demais, continuam fazendo aplicações financeiras - muitas delas isentas de imposto de renda - porque não têm interesse em fazer investimentos de risco.

### Externalidades
Uma crítica posta é que os princípios liberais seriam válidos apenas quando uma transação envolve duas (e só duas) partes - cada um decidindo o que é melhor para si - mas que não se sustentaria quando um terceiro, que dela não participou, é prejudicado (ou beneficiado). Esse fenómeno é chamado, em Economia, de externalidade. Os liberais apontam como exemplo o caso do professor Ronald Coase, que ganhou o Prêmio Nobel de Economia de 1991, com seu trabalho que descreve como o livre mercado pode ser utilizado para tratar alguns casos de externalidades. Com base nas ideias de Coase foi instituído o Tratado de Kyoto e seu sistema de comercialização de Créditos de Carbono, sob os auspícios da ONU, com isso reduzindo globalmente a poluição e a emissão de gases causadores do efeito estufa.
Entretanto, segundo Eric Maskin, um dos três vencedores do Prêmio Nobel de Economia de 2007, "Sociedades não devem contar com as forças do mercado para proteger o ambiente ou fornecer um sistema de saúde de qualidade para todos os cidadãos (…) O mercado não funciona muito bem quando se trata de bens públicos", disse Maskin. Pesquisas mais atualizadas no campo da teoria econômica, como as de Stiglitz, já deixaram claro que a mão invisível asseguraria que os recursos fossem alocados, com a Eficiência de Pareto, no sistema produtivo e só funcionaria em determinadas condições ideais.
Como a competição nunca é totalmente livre, a relação de oferta e demanda gera efeitos sociais que não são resolvidos naturalmente pela dinâmica da economia de mercado. Os economistas norte-americanos Leonid Hurwicz, Eric Maskin e Roger Myerson ganharam em 2007 o Prêmio Nobel de Economia por criarem as bases de uma teoria que determina quando os mercados estão funcionando de forma eficaz. "A clássica metáfora de Adam Smith sobre a mão invisível refere-se a como o mercado, sob condições ideais, garante uma alocação eficiente de recursos escassos. Mas, na prática, as condições normalmente não são ideais. Por exemplo, a competição não é completamente livre, os consumidores não são perfeitamente informados e a produção e o consumo desejáveis de maneira privada podem gerar custos e benefícios sociais", explicou a nota da Real Academia Sueca de Ciências.
Importante ressaltar que esse trabalho de Leonid Hurwicz, Eric Maskin e Roger Myerson não se choca com as ideias anteriores de Ronald Coase, mas a completa. Dá as bases teóricas para que se projete um mecanismo de regulamentação governamental que permita ao mercado funcionar com eficiência em relação a bens públicos.

### Eficiência
O teorema de Greenwald-Stiglitz (1986) recentemente demonstrou que "sempre que os mercados são incompletos e/ou a informação é imperfeita (o que ocorre virtualmente em todas as economias do mundo) a alocação, mesmo em mercados competitivos, não é necessariamente "Pareto-otimizada". Uma possível interpretação desse estudo é que o campo de atuação para as intervenções governamentais é muito mais amplo do que era aceito pelos que acreditavam que a intervenção governamental na economia só deveria ser utilizada em casos evidentes de "falhas dos mercados".
Dessa forma, existiriam esquemas possíveis de intervenção governamental para induzir a um resultado que provoque uma "eficiência de Pareto" superior à obtida pelo livre-mercado, o que beneficiaria a todos os membros de uma sociedade.  Em 1986 o teorema de Sappington-Stiglitz "demonstrou que um governo 'ideal' poderia atingir um maior nível de eficiência administrando diretamente uma empresa estatal do que privatizando-a." (Stiglitz 1994, 179).
Leonid Hurwicz, Eric S. Maskin e Roger B. Myerson fincaram "as bases da teoria do desenho de mecanismos" nos mercados. Esta moderna teoria econômica estuda a elaboração do procedimento de decisão social em situações em que os agentes econômicos têm informação privilegiada e a utilizam de forma estratégica. O primeiro a formalizar esta teoria foi Hurwicz, nascido em 1917 em Moscovo e que se mudou para os Estados Unidos na década de 1940. Os trabalhos dos três norte-americanos ajudaram a identificar mecanismos eficientes na área comercial, esquemas regulatórios e procedimentos de votação.
No Brasil, a recente licitação para a concessão de rodovias federais, em que foi adotado o procedimento de decisão social na elaboração do edital de concessão. As empresas que saíram vitoriosas na licitação, ofereceram-se para administrar as estradas por um pedágio médio de R$ 0,02 por quilometro, o que representa um custo médio seis vezes inferior ao custo médio cobrado no pedágio das rodovias Anhanguera/Imigrantes, que foram privatizadas na década anterior. O emprego desses novos critérios licitatórios, que usufruíram da teoria do desenho de mecanismos, resultaram numa Eficiência de Pareto muito superior à obtida apenas pelo critério simplista, adotado anteriormente, de livre mercado absoluto. A economia obtida pela adoção dessa moderna tecnologia reflete em ganhos de competitividade para toda a economia brasileira.

### Estabilidade financeira
Em outro exemplo de simplificação da realidade que consideram excessiva, opositores discutem a decisão de um jovem sobre contribuir ou não, desde o início de sua carreira, para sua seguridade social. 
Na doutrina liberal, a opção de decidir se poupar ou não para a aposentadoria futura caberia ao próprio indivíduo. Os críticos dessa visão argumentam que antes do jovem poder decidir, ele precisa ter um emprego com salário que possa em alguma medida poupar, e que em muitos casos esse emprego não existe ou o salário não é suficiente para tal.
A aplicação de preceitos liberais foi contestada no século XIX por Friedrich List, que defendia para seu país (Prússia) exatamente o oposto do que pregavam os liberais de então, alegando que tais políticas só seriam benéficas para nações já adiantadas, o que não era o caso da Prússia de meados do século XIX.  
Friedrich List achava que não caberia ao Estado assistir passivamente ao desenrolar do livre-comércio, sendo necessário que o poder público, em nome da promoção do desenvolvimento e do bem-estar de toda a nação, interferisse ativamente nos assuntos relacionados ao comércio exterior, à construção de uma infraestrutura local de produção e ao fomento à industrialização.

### Monetarismo
O professor da Universidade de Yale James Tobin, que recebeu o[1] Prêmio de Ciências Econômicas em 1981, foi um severo crítico do monetarismo do economista liberal Milton Friedman, vencedor do Prêmio de Ciências Econômicas em 1965. 
Tobin defendia, ao contrário de Friedman, a intervenção governamental nas economias nacionais. Apesar disso Tobin se declarava a favor da globalização e do livre mercado como a melhor maneira de aumentar a prosperidade nos países em desenvolvimento. Tobin foi um forte crítico do "reaganismo" e do monetarismo, adotados no governo Reagan, prevendo que essas políticas: "redistribuiriam a riqueza, o poder e a oportunidade para os que já eram ricos e poderosos, e para seus herdeiros". 
De acordo com o vencedor do Prêmio Nobel em ciências econômicas, Joseph Stiglitz: "a economia de mercado neoliberal fundamentalista sempre foi uma doutrina política a serviço de interesses específicos. Nunca recebeu o apoio da teoria econômica. Agora fica claro que nem mesmo ele recebeu o endosso da experiência histórica. Aprender essa lição pode ser a nesga de sol nas nuvens que hoje pairam sobre a economia global". Por sua vez, Alan Greenspan afirmou em 2009 que "o caráter de economia neoliberal é essencialmente religioso".

### Crescimento Econômico
No ano de 2016, um dos maiores defensores do neoliberalismo, o Fundo Monetário Internacional, publicou um estudo de autoria de três economistas da instituição reconhecendo que o receituário neoliberal, prescrito pelo próprio FMI para nortear o crescimento econômico sustentável em países em desenvolvimento, pode ter efeitos nocivos de longo prazo uma vez que em vez de gerar crescimento, algumas políticas neoliberais aumentaram a desigualdade, colocando em risco uma expansão econômica duradoura, prejudicando o nível e a sustentabilidade do crescimento. 
De acordo com os economistas do FMI, apesar da abertura de capital ser benéfica até certo ponto em países em desenvolvimento, o fluxo pode ser de um capital de curto prazo, causando grande volatilidade nos mercados e aumentando as chances de quebra da economia. Além disso, a abertura financeira gera um aumento considerável da desigualdade social na população do país. Segundo os autores, as políticas de austeridade, que frequentemente reduzem o tamanho do Estado, não somente "geram custos sociais substanciais" mas também "prejudicam a demanda", além de aprofundar o desemprego.

### Movimentos antineoliberais
Como contraponto ao ressurgimento do liberalismo, tanto em países ricos quanto em desenvolvimento, surgiram movimentos antiliberalistas, que por vezes se confundem com movimentos antiglobalização.
Na América Latina, a ascensão ao poder de políticos progressistas, tais como Néstor Kirchner (Argentina), Evo Morales (Bolívia), Daniel Ortega (Nicarágua), Rafael Correa (Equador), Hugo Chávez (Venezuela), Lula da Silva (Brasil), e até mesmo a vitória dos Partido Democrata na Câmara dos Representantes dos Estados Unidos, que renovam o discurso nacional-desenvolvimentista de meados do século XX, agora readaptado para os dias atuais com a denominação de "novo desenvolvimentismo", é vista por alguns analistas como sendo indicativa de um esgotamento do "modelo neoliberal". O presidente Lula, em discurso proferido dia 6 de dezembro de 2007 em Belém, abordou esse tema dizendo: " (…) o que aconteceu na América Latina é um fenômeno político que possivelmente os sociólogos levarão um tempo para compreender, porque foi tão rápida a mudança". (…)"Há um mapa exatamante antagônico ao mapa que existiu de 1980 a 1990 ou ao ano 2000.". Segundo Lula, o povo "fez uma guinada completa, trocou o neoliberalismo pelo que tinha de mais avançado em políticas sociais"
A Newsweek promoveu uma pesquisa, realizada pelo Instituto Zogby International, com ajuda da Universidade de Miami que entrevistou 603 importantes políticos, empresários, funcionários de governo, intelectuais e jornalistas latino-americanos. Os entrevistados consideraram Michelle Bachelet o melhor modelo de liderança, com 28% dos votos, posição que foi imediatamente seguida por Lula, com 23%. Uma surpreendente maioria de 53% dos entrevistados considerou que a América Latina está no bom caminho.